# Liste der Kulturdenkmäler in Monzingen
In der Liste der Kulturdenkmäler in Monzingen sind alle Kulturdenkmäler der rheinland-pfälzischen Ortsgemeinde Monzingen aufgeführt. Grundlage ist die Denkmalliste des Landes Rheinland-Pfalz (Stand: 2. August 2023).

## Denkmalzonen
| Bezeichnung          | Lage | Baujahr             | Beschreibung | Bild            |
| -------------------- | ---- | ------------------- | --- | --------------- |
| Denkmalzone Ortskern | Lage | 14. Jahrhundert ff. | malerisches Ortsbild innerhalb des Berings der ehemaligen Stadtmauer (Überreste unter anderem an der Soonwaldstraße und an der Straße Zur Stadtmauer), 14. Jahrhundert ff., mit zahlreichen Einzeldenkmälern und erhaltenswerten Bauten, darunter Fachwerkhäuser des 16. bis frühen 19. Jahrhunderts | Fotos hochladen |

## Einzeldenkmäler
| Bezeichnung               | Lage                               | Baujahr                            | Beschreibung | Bild                                    |
| ------------------------- | ---------------------------------- | ---------------------------------- | --- | --------------------------------------- |
| Wohnhaus                  | Am Untertor 3 Lage                 | 18. Jahrhundert                    | barocker Krüppelwalmdachbau, Fachwerk verputzt, 18. Jahrhundert, im Kern wohl älter | BW                                      |
| Wohnhaus                  | Bachstraße 5 Lage                  | Mitte des 18. Jahrhunderts         | barockes Fachwerkhaus, teilweise massiv, Mitte des 18. Jahrhunderts | BW                                      |
| Portal                    | Bachstraße, an Nr. 7 Lage          | 1608                               | Renaissance-Portal, bezeichnet 1608 | BW                                      |
| Friedhofsportal           | Hauptstraße, auf dem Friedhof Lage |                                    | dreiteiliges klassizistisches Friedhofsportal, um 1830 oder um 1871 | Fotos hochladen                         |
| Verwaltungsgebäude        | Hauptstraße 13 Lage                | um 1914                            | ehemaliges Verwaltungsgebäude/Amt; winkelförmiger Walmdachbau, Heimatstil, um 1914 | BW                                      |
| Wohnhaus                  | Hauptstraße 45 Lage                | 1850                               | spätklassizistischer Krüppelwalmdachbau, bezeichnet 1850 | BW                                      |
| Alt’sches Haus            | Hauptstraße 59 Lage                | 1589                               | sehr reiches dreigeschossiges Fachwerkhaus, bezeichnet 1589, Torbogen bezeichnet 1658 | weitere Bilder Fotos hochladen          |
| Wohn- und Geschäftshaus   | Hauptstraße 60 Lage                | Ende des 16. Jahrhunderts          | Renaissance-Fachwerkhaus, wohl vom Ende des 16. Jahrhunderts, im 18. oder 19. Jahrhundert überformt mit ehemaliger Bäckerei, Laden und Backofen                                                                                                 | Fotos hochladen                         |
| Tür                       | Hauptstraße, an Nr. 62 Lage        |                                    | Rokoko-Haustürblatt, um 1770/80 | BW                                      |
| Haus Pathenheimer         | Hauptstraße 63 Lage                | 1680                               | barockes Fachwerkhaus, teilweise massiv, bezeichnet 1680 | weitere Bilder Fotos hochladen          |
| Haus Müller               | Hauptstraße 64 Lage                | 16. Jahrhundert                    | reiches Renaissance-Fachwerkhaus, 16. Jahrhundert, Umbau bezeichnet 1787 | weitere Bilder Fotos hochladen          |
| Rathaus                   | Hauptstraße 66 Lage                | 1861–64                            | Sandsteinquaderbau, spätklassizistisch geprägte Neugotik, 1861–64, Kreisbaumeister Conradi, Bad Kreuznach, Umbau 1878, Kreisbauinspektor Müller                                                                                                 | weitere Bilder Fotos hochladen          |
| Wohnhaus                  | Hauptstraße 69 Lage                | zweite Hälfte des 18. Jahrhunderts | spätbarocker Mansardwalmdachbau, Fachwerk verputzt, wohl aus der zweiten Hälfte des 18. Jahrhunderts | BW                                      |
| Gasthaus „Zum Weißen Roß“ | Hauptstraße 72 Lage                | 1738                               | barocker Massivbau, bezeichnet 1738, im Kern wohl älter | BW                                      |
| Haus Weber                | Hauptstraße 74 Lage                | 1574                               | Renaissancebau mit Eckerkern, bezeichnet 1574, Treppenturm, klassizistisches Türblatt bezeichnet 1835, Scheune, teilweise Fachwerk | Fotos hochladen                         |
| Wohnhaus                  | Hauptstraße 78 Lage                | 17. Jahrhundert                    | Krüppelwalmdachbau, teilweise Fachwerk, im Kern aus dem 17. Jahrhundert, bezeichnet 1823, Wirtschaftsteil bezeichnet 1774 | BW                                      |
| Wohnhaus                  | Hauptstraße 80 Lage                | um 1600                            | Krüppelwalmdachbau, teilweise Fachwerk, im Kern wohl um 1600, im 18. Jahrhundert barock überformt, Anbau im späten 18. Jahrhundert | BW                                      |
| Wohnhaus                  | Im Niederviertel 9 Lage            | 1628                               | verputztes Fachwerkhaus, Haustür mit Hauszeichen, bezeichnet 1628 | BW                                      |
| Evangelische Pfarrkirche  | Kirchstraße Lage                   | 12. bis 15. Jahrhundert            | ehemals St. Willigis und St. Martin; dreischiffige Basilika, 12. bis 15. Jahrhundert; südliches Seitenschiff teilweise romanisch; Sakristei aus dem späten 13. Jahrhundert; Chor, 1488, Architekt Philipp von Gmünd; quadratische Kapelle, 1505 | weitere Bilder Fotos hochladen          |
| Wohnhaus                  | Kirchstraße 3 Lage                 | 16. Jahrhundert                    | Wohnhaus, im Kern aus dem 16. Jahrhundert, im 18. und 19. Jahrhundert überformt | BW                                      |
| Wohnhaus                  | Kirchstraße 12 Lage                | zwischen 1580 und 1600             | dreigeschossiges Renaissance-Fachwerkhaus, teilweise verschiefert, wohl zwischen 1580 und 1600 | Fotos hochladen                         |
| Wohnhaus                  | Kirchstraße 21 Lage                | 17. oder 18. Jahrhundert           | verputztes Fachwerkhaus, im Kern wohl barock, 17. oder 18. Jahrhundert, bezeichnet 1789 | BW                                      |
| Wohnhaus                  | Lehrstraße 3 Lage                  | 1781                               | spätbarockes Fachwerkhaus, verputzt, bezeichnet 1781 | BW                                      |
| Spolien                   | Lehrstraße, an Nr. 5 Lage          | 18. Jahrhundert                    | Portalsturz, 18. Jahrhundert, Volutenstein, bezeichnet 1737 | BW                                      |
| Neidkopf                  | Lehrstraße, an Nr. 10 Lage         | 17. oder 18. Jahrhundert           | Neidkopf, 17. oder 18. Jahrhundert | BW                                      |
| Tür                       | Rathausstraße, an Nr. 2 Lage       | erste Hälfte des 19. Jahrhunderts  | Haustür, zweiflügelig, erste Hälfte des 19. Jahrhunderts | BW                                      |
| Wohnhaus                  | Rathausstraße 4 Lage               | 1764                               | spätbarocker Mansardwalmdachbau, teilweise Fachwerk, bezeichnet 1764 | BW                                      |
| Wohnhaus                  | Rathausstraße 9 Lage               | 18. Jahrhundert                    | barocker Krüppelwalmdachbau, Fachwerk verputzt, 18. Jahrhundert | BW                                      |
| Villa                     | Soonwaldstraße 2 Lage              | um 1880                            | Gründerzeit-Villa, Renaissancemotive, um 1880 | BW                                      |
| Hofanlage                 | Zur Stadtmauer 2 Lage              | 16. oder 17. Jahrhundert           | Hofanlage; verputztes Fachwerkhaus, 16. oder 17. Jahrhundert, stattliches Nebengebäude, teilweise Fachwerk, Mansarddach, im Kern wohl um 1600                                                                                                   | BW                                      |
| Hofanlage                 | Zur Stadtmauer 6 Lage              | 18. oder 19. Jahrhundert           | Streckhof, 18. oder 19. Jahrhundert; Fachwerkhaus, verputzt, im Kern wohl barock | BW                                      |
| Wohnhaus                  | Zur Stadtmauer 7 Lage              | frühes 16. Jahrhundert             | Fachwerkhaus mit Kniestock, angeblich 1734, teilweise wohl aus dem frühen 16. Jahrhundert | BW                                      |
| Weinbergshaus             | außerhalb des Ortes                | um 1910/20                         | Weinbergshaus, wohl um 1910/20 | Direkt Bild zu diesem Denkmal hochladen |

## Ehemalige Kulturdenkmäler
| Bezeichnung | Lage                   | Baujahr         | Beschreibung                                                                                              | Bild |
| ----------- | ---------------------- | --------------- | --- | ---- |
| Wohnhaus    | Franziskastraße 1 Lage | 18. Jahrhundert | barockes Fachwerkhaus, verputzt, wohl aus dem 18. Jahrhundert, bezeichnet 1846; aus Denkmalliste gelöscht | BW   |